# Campionato italiano di calcio da tavolo 2013
Il trentanovesimo campionato italiano di calcio da tavolo venne organizzato dalla F.I.S.C.T. a Chianciano Terme nel 2013.
Sono stati assegnati 6 titoli:
- Open
- Cadetti
- Veterans (Over40)
- Under19
- Under15
- Under12
- Femminile

## Risultati

### Cat. Open

#### Quarti di Finale
- Daniele Bertelli 2 - 1  Luca Colangelo s.d.
- Emanuele Licheri  2 - 1 Gerardo Patruno
- Luigi Di Vito 0 - 2 Saverio Bari
- Stefano Flamini 1 - 2 Edoardo Bellotto

#### Semifinali
- Daniele Bertelli 4 - 1 Emanuele Licheri
- Saverio Bari 2 - 1 Edoardo Bellotto

#### Finale
- Saverio Bari 3 - 2 Daniele Bertelli s.d.

### Cat. Cadetti

#### Quarti di Finale
- Gianfranco Savastio 1 - 3 Gianfranco Mastrantuono
- Gianmarco Del Brocco 3 - 0 Michele Giudice
- Simone Trivelli 2 - 0 Pasquale Sepe
- Romualdo Balzano 3 - 1 Maurizio Jon Scotta

#### Semifinali
- Gianfranco Mastrantuono 3 - 4 Gianmarco Del Brocco s.d.
- Simone Trivelli 1 - 0 Romualdo Balzano

#### Finale
- Gianmarco Del Brocco 2 - 1 Simone Trivelli

### Cat. Veteran

#### Quarti di Finale
- Massimiliano Croatti 1 - 0 Cesare Santanicchia s.d.
- Massimiliano Schiavone 0 - 3 Gianfranco Calonico
- Raffaele Di Vito 0 - 1 Fabio Belloni
- Mauro Manganello 1 - 2 Stefano De Francesco

#### Semifinali
- Massimiliano Croatti 1 - 4 Gianfranco Calonico
- Fabio Belloni 1 - 2 Stefano De Francesco

#### Finale
- Gianfranco Calonico 3 - 2 Stefano De Francesco

### Cat. Under 19

#### Semifinali
- Luca Battista 1 - 0 Andrea Manganello
- Andrea Ciccarelli 6 - 2 Antonio Peluso

#### Finale
- Andrea Ciccarelli 2 - 1 Luca Battista

### Ca. Under 15

#### Semifinali
- Matteo Ciccarelli 2 - 3 Marco Di Vito
- Paolo Zambello 4 - 1 Nicola Borgo

#### Finale
- Paolo Zambello 2 - 1 Marco Di Vito s.d.

### Cat. Under 12

#### Semifinali
- Matteo Brillantino 4 - 3 Francesco Vezzuto
- Leonardo Giudice 1 - 7 Claudio La Torre

#### Finale
- Claudio La Torre 4 - 0 Matteo Brillantino

### Cat. Ladies

#### Finale
- Paola Forlani 2 - 0 Valentina Bartolini